# Valpuiseaux
Valpuiseaux település Franciaországban, Essonne megyében. Lakosainak száma 621 fő (2022. január 1.). Valpuiseaux Bouville, Courdimanche-sur-Essonne, Gironville-sur-Essonne, Maisse, Mespuits, Puiselet-le-Marais és Vayres-sur-Essonne községekkel határos.

## Népesség
A település népessége az elmúlt években az alábbi módon változott:
| Lakosok száma | 616  | 612  | 621  | 612  | 614  | 620  | 620  | 621  | 621  |
|               | 2013 | 2015 | 2016 | 2017 | 2018 | 2019 | 2020 | 2021 | 2022 |